# 植草信和
植草 信和（うえくさ のぶかず、1949年〈昭和24年〉 - ）は、日本の編集者。映画雑誌『キネマ旬報』の元編集長。

## 略歴
千葉県市川市生まれ。1970年（昭和45年）2月にキネマ旬報社に入社。1991年（平成3年）に映画雑誌『キネマ旬報』の編集長に就任。退社後の2006年に映画製作・配給会社「太秦株式会社」を設立、現在は非常勤顧問。

## 人物
1969年東洋大学文学部3年の時に「大好きな映画を見て、あこがれの編集の仕事もできる」と、キネマ旬報社でアルバイトを始める。正社員になることを誘われたため、大学を中退し入社した。当時は「良くも悪くも白井佳夫氏の個人商店」で、「僕を含めて、二十代前半の4人だけが編集者。経営的にも苦しかった」という。読者プレゼントの切手代さえ払えず、提供先の映画会社に出してもらったこともあった。
白井、黒井和男の個性の強い2人の後任編集長として、没個性にならないよう気を付けながらも「第一義的には良い雑誌を作ること。編集長は裏方に徹し」「批評性と記録性を重視」しながらも「作品や業界の記録は編集者が努力すればできるが、批評性は良い書き手がいなくては保てない」として、「ビビッドな感覚で、作品に負けない批評を書ける映画評論家を多く育てる方針」を掲げて、若手に書かせるページを割いた。結果的に白井の編集方針に似るのだが、「僕は白井さんの門下生。似てくるのは仕方ない」としている。
産経新聞によるインタビューの際、一番好きな映画を尋ねられて「（日活の青春映画を見て育ったため）石原裕次郎や吉永小百合が好きだった。いなか育ちだから、あの都会的な雰囲気にあこがれたと思う。『キネ旬』編集長のイメージと違うけれど」と答えている。

## 著書
- 『高倉健　望郷の詩』（芳賀書店、1982年)
- 『石原裕次郎　そしてその仲間』（芳賀書店、1983年)

### 共著
- 『[証言] 日中映画興亡史』（玉腰辰己・坂口英明・共著、蒼蒼社、2013年）

### 編集
- 『キネマ旬報　臨時増刊　世界映画オールタイム・ベストテン（キネマ旬報社、1995年）
- 『押井守全仕事　「うる星やつら」から「攻殻機動隊」まで』（キネマ旬報社、1996年）
- 『キネ旬ムック　フィルムメーカーズ（1）リュック・ベッソン』（竹内正年・著、キネマ旬報社、1997年）
- 『キネ旬ムック　フィルムメーカーズ（2）北野武 TAKESHI KITANO』（淀川長治 ・著、キネマ旬報社、1998年）
- 『キネ旬ムック　フィルムメーカーズ（3）クエンティン・タランティーノ』（土橋寿男・著、キネマ旬報社、1998年）